# Promoció d'Habitatge Realment Públic
Promoció d'Habitatge Realment Públic, també conegut per les sigles PHRP, és un col·lectiu activista que pràctica la desobediència per a fer efectiu el dret a l'habitatge a partir d'una acció ciutadana alhora que denuncia situacions d'abús i conculcació d'aquest dret.

## Edificis en desobediència civil[3]
- Espai Social Magdalenes: 13 de juny del 2006.[4][5]
- Amargòs: 20 de juny del 2006.
- Tallers: juny del 2006.
- Avinyó: 6 de desembre del 2007.[1][6]
- Panses: 6 de març del 2008.